# سيمون دي فريس
سيمون دي فريس (بالهولندية: Simon de Vries)‏ (و. 1870 – 1944 م) هو مؤلف، وحاخام هولندي، توفي عن عمر يناهز 74 عاماً.